# Црква Покрова Пресвете Богородице у Баричу
Црква Покрова Пресвете Богородице у Баричу, насељеном месту на територији градске општине Обреновац, подигнута је 1874. године, припада Архиепископији београдско-карловачкој Српске православне цркве. Представља непокретно културно добро као споменик културе.
Црква посвећена Покрову Пресвете Богородице у Баричу саграђена је као једнобродна грађевина мањих димензија, засведена полуобличастим сводом, са полукружном олтарском апсидом на истоку.
Иконостас је украшен иконама пренетим из топчидерске цркве Светих апостола Петра и Павла, које су између 1834. и 1838. године израдили земунски сликар Константин Лекић, зограф Јања Стергевић Молер и сликар Димитрије Јакшић. Константин Лекић је аутор престоних икона Христа и Богородице, изведених у маниру развијеног барока, док је Јања Молер израдио празничне и апостолске иконе. Представе на царским и бочним дверима израдио је Димитрије Јакшић комбинујући барокне и класицистичке утицаје.
Поред тога што представља својеврсну галерију иконописних дела најзначајнијих аутора у српском црквеном сликарству прве половине 19. века, црква чува знатан број богослужбених књига из 18. и 19. века.
У цркви је постављена спомен-плоча са 290 имена палих ратника из Барича, Мислођина, Мале Моштанице и Јасенка. Откривена је 1923. године у присуству краља Александра.